# Ayuntamiento de Huelva
El Ayuntamiento de Huelva es una de las dos administraciones públicas con responsabilidad política en la ciudad de Huelva, junto a la Diputación Provincial de Huelva. Es el organismo con mayores competencias y número de funcionarios públicos en la ciudad.
Tiene su sede central en la avenida de Martín Alonso Pinzón, plaza de la Constitución, desde el año 1949, cuando se decide construir un palacio municipal propio y fijo para la ciudad al contrario de lo que sucedía desde antes, en el que se utilizaban diferentes edificios de la ciudad. Los concejales son elegidos cada cuatro años, mediante sufragio universal, por los mayores de 18 años. Está presidido desde las elecciones municipales de 2023 por Pilar Miranda, del Partido Popular. Los partidos políticos presentes en el ámbito local, además del Partido Popular (PP), son el Partido Socialista (PSOE), Vox y Con Andalucía.

## Administración
El Ayuntamiento es el responsable de la construcción de los equipamientos municipales y regula la vida diaria de los ciudadanos llevando asuntos como la planificación urbanística, los transportes, la recaudación de impuestos municipales, la gestión de la seguridad vial, el mantenimiento de la vía pública y de los jardines, entre otras. Lleva adelante estas competencias a través de las Áreas Municipales de Urbanismo y Medio Ambiente; Economía y Hacienda; Empleo, Vivienda, Desarrollo Económico y Fondos Europeos; Cultura y Patrimonio Arqueológico; Infraestructuras y Servicios Públicos; Servicios Sociales, Familia y Accesibilidad; Régimen Interior, Recursos Humanos y Modernización Digital; Presidencia y Relaciones Institucionales; Turismo, Comercio, Salud y Consumo; Movilidad y Seguridad Ciudadana; Juventud y Deportes, y Participación Ciudadana.

## Sede
La sede central del Ayuntamiento se encuentra en la casa consistorial, un edificio neoherreriano proyectado por Francisco Sedano Arce y Mateo Gaya en 1941. La dirección de sus obras de ejecución, que se alargaron hasta 1949, correspondió a Alejandro Herrero. El edificio fue levantado sobre parte del solar del antiguo convento de San Francisco. Sus dependencias se articulan en torno a un gran patio central. En su silueta destacan las torretas situadas en ambas esquinas, de afilados chapiteles.

## Alcaldes
| Periodo   | Nombre                                                              | Partido                                  |
| --------- | ------------------------------------------------------------------- | ---------------------------------------- |
| 1979-1983 | José Antonio Marín Rite                                             | Partido Socialista Obrero Español (PSOE) |
| 1983-1987 | José Antonio Marín Rite                                             | Partido Socialista Obrero Español (PSOE) |
| 1987-1991 | José Antonio Marín Rite (1987-1988) Juan Ceada Infantes (1988-1991) | Partido Socialista Obrero Español (PSOE) |
| 1991-1995 | Juan Ceada Infantes                                                 | Partido Socialista Obrero Español (PSOE) |
| 1995-1999 | Pedro Rodríguez González                                            | Partido Popular (PP)                     |
| 1999-2003 | Pedro Rodríguez González                                            | Partido Popular (PP)                     |
| 2003-2007 | Pedro Rodríguez González                                            | Partido Popular (PP)                     |
| 2007-2011 | Pedro Rodríguez González                                            | Partido Popular (PP)                     |
| 2011-2015 | Pedro Rodríguez González                                            | Partido Popular (PP)                     |
| 2015-2019 | Gabriel Cruz Santana                                                | Partido Socialista Obrero Español (PSOE) |
| 2019-2023 | Gabriel Cruz Santana                                                | Partido Socialista Obrero Español (PSOE) |
| 2023-act. | Pilar Miranda Plata                                                 | Partido Popular (PP)                     |

## Pleno
| Partido político | Partido político                         | 2023   | 2019   | 2015   | 2011   | 2007   | 2003   | 1999   | 1995   | 1991   |
| Partido político | Partido político                         | Ediles | Ediles | Ediles | Ediles | Ediles | Ediles | Ediles | Ediles | Ediles |
|                  | Partido Popular (PP)                     | 13     | 4      | 8      | 14     | 15     | 16     | 18     | 12     | 7      |
|                  | Partido Socialista Obrero Español (PSOE) | 11     | 14     | 11     | 9      | 10     | 10     | 8      | 11     | 16     |
|                  | Vox                                      | 2      | 2      | 0      | —      | —      | —      | —      | —      | —      |
|                  | Con Andalucía-Izquierda Unida (IU)       | 1      | Ad.    | 3      | 3      | 2      | 1      | 1      | 4      | 2      |
|                  | Mesa de la Ría (MRH)                     | 0      | 2      | 1      | —      | —      | —      | —      | —      | —      |
|                  | Ciudadanos (CS)                          | 0      | 3      | 3      | —      | —      | —      | —      | —      | —      |
|                  | Adelante Andalucía                       | 0      | 2      | —      | —      | —      | —      | —      | —      | —      |
|                  | Participa Huelva                         | —      | —      | 1      | —      | —      | —      | —      | —      | —      |

## Resultados electorales históricos
| Partido político                                   | 2023   | 2023  | 2023       | 2019                   | 2019                   | 2019                   | 2015   | 2015  | 2015       | 2011   | 2011  | 2011       | 2007   | 2007  | 2007       | 2003   | 2003  | 2003       | 1999   | 1999  | 1999       | 1995   | 1995  | 1995       | 1991   | 1991  | 1991       |
| Partido político                                   | Votos  | %     | Concejales | Votos                  | %                      | Concejales             | Votos  | %     | Concejales | Votos  | %     | Concejales | Votos  | %     | Concejales | Votos  | %     | Concejales | Votos  | %     | Concejales | Votos  | %     | Concejales | Votos  | %     | Concejales |
| Partido Popular (PP)                               | 24 703 | 41,09 | 13         | 9251                   | 16,08                  | 4                      | 15 718 | 26,69 | 8          | 28 428 | 45,33 | 14         | 31 056 | 51,11 | 15         | 34 505 | 53,09 | 16         | 40 215 | 60,49 | 18         | 27 903 | 42,45 | 12         | 11 201 | 24,65 | 7          |
| Partido Socialista Obrero Español (PSOE)           | 20 043 | 33,33 | 11         | 25 969                 | 45,16                  | 14                     | 20 776 | 35,28 | 11         | 19 099 | 30,46 | 9          | 22 424 | 36,77 | 10         | 21 793 | 33,53 | 10         | 25 964 | 27,75 | 8          | 18 347 | 27,60 | 11         | 24 697 | 51,33 | 16         |
| Vox                                                | 4771   | 7,93  | 2          | 3938                   | 6,84                   | 2                      | 1071   | 1,82  | 0          | —      | —     | —          | —      | —     | —          | —      | —     | —          | —      | —     | —          | —      | —     | —          | —      | —     | —          |
| Con Andalucía-Izquierda Unida (IU)-Los Verdes (LV) | 3512   | 5,84  | 1          | Con Adelante Andalucía | Con Adelante Andalucía | Con Adelante Andalucía | 5899   | 10,02 | 3          | 6314   | 10,07 | 3          | 4477   | 7,37  | 2          | 3952   | 6,11  | 1          | 4055   | 6,13  | 1          | 9762   | 14,82 | 4          | 4358   | 9,59  | 2          |
| Mesa de la Ría (MRH)                               | 2182   | 3,64  | 0          | 4461                   | 7,75                   | 2                      | 3364   | 5,36  | 1          | —      | —     | —          | —      | —     | —          | —      | —     | —          | —      | —     | —          | —      | —     | —          | —      | —     | —          |
| Ciudadanos (CS)                                    | 1376   | 2,28  | 0          | 5576                   | 9,69                   | 3                      | 5952   | 10,11 | 3          | —      | —     | —          | —      | —     | —          | —      | —     | —          | —      | —     | —          | —      | —     | —          | —      | —     | —          |
| Adelante Andalucía                                 | 746    | 1,24  | 0          | 5388                   | 9,37                   | 2                      | —      | —     | —          | —      | —     | —          | —      | —     | —          | —      | —     | —          | —      | —     | —          | —      | —     | —          | —      | —     | —          |
| Participa Huelva                                   | —      | —     | —          | —                      | —                      | —                      | 3108   | 5,30  | 1          | —      | —     | —          | —      | —     | —          | —      | —     | —          | —      | —     | —          | —      | —     | —          | —      | —     | —          |

## Evolución de la deuda viva municipal
El concepto de deuda viva contempla sólo las deudas con cajas y bancos relativas a créditos financieros, valores de renta fija y préstamos o créditos transferidos a terceros, excluyéndose, por tanto, la deuda comercial. La deuda viva municipal por habitante en 2014 ascendía a 1240,63 €.
| Gráfica de evolución de la deuda viva del Ayuntamiento entre 2008 y 2023                         |
|                                                                                                  |
| Deuda viva del Ayuntamiento de Huelva, en miles de euros, según datos del Ministerio de Hacienda |